# وصل الذویبی
وصل الذویبی (انگلیسی: Wasl Al-Thowaibi؛ زادهٔ ۸ مهٔ ۱۹۸۰) یک ورزشکار اهل عربستان سعودی است.
از باشگاه‌هایی که در آن بازی کرده‌است می‌توان به باشگاه فوتبال الشعله عربستان سعودی و باشگاه فوتبال الفیصلی عربستان سعودی اشاره کرد.